# Batoza
Batoza är en bergskedja i Burundi.   Den ligger i provinsen Bujumbura Rural, i den västra delen av landet, 30 kilometer söder om huvudstaden Bujumbura.
Omgivningarna runt Batoza är en mosaik av jordbruksmark och naturlig växtlighet. Runt Batoza är det tätbefolkat, med 276 invånare per kvadratkilometer.